# Gare de Mumpf
La gare de Mumpf (en allemand Bahnhof Mumpf) est la gare de Mumpf, en Suisse.